# Bělá (přítok Hejlovky)
Bělá je pravostranný přítok Hejlovky (Želivky) v okrese Pelhřimov v Kraji Vysočina. Délka jejího toku činí 20,5 km. Plocha povodí měří 130,6 km².

## Průběh toku
Pramení pod Bělským kopcem (708 m), nedaleko obce Bělá, jižně od Pelhřimova. Její tok směřuje převážně severním směrem. Nad obcí Rynárec, kterou protéká, vytváří hluboké zalesněné údolí. Pod Rynárcem je údolí otevřené a lučinaté. Dále protéká městem Pelhřimovem. Do Hejlovky se vlévá nedaleko Krasíkovic v nadmořské výšce 465 m.

### Větší přítoky
- Nemojovský potok (hčp 1-09-02-011) – pravostranný a celkově největší přítok Bělé s plochou povodí 32,9 km².[2]
- Vlásenický potok (hčp 1-09-02-015) – levostranný přítok s plochou povodí 13,2 km².[2]
- Myslotínský potok  (hčp 1-09-02-017) – levostranný přítok s plochou povodí 8,6 km².[2]
- Olešná (hčp 1-09-02-019) – pravostranný přítok s plochou povodí 19,1 km².[2]

## Vodní režim
Průměrný průtok u ústí činí 0,87 m³/s.
Hlásné profily:
| místo   | říční km | plocha povodí | průměrný průtok (Qa) | stoletá voda (Q100) | poznámky           |
| ------- | -------- | ------------- | -------------------- | ------------------- | ------------------ |
| Radětín | 2,5      | 105,99 km²    | 0,62 m³/s            | 57 m³/s             | aktualizace 2023   |
| ústí    | 0,0      | 130,64 km²    | 0,87 m³/s            | –                   | není aktualizováno |

M-denní průtoky u ústí:
| M [dní]  | Q30  | Q60  | Q90  | Q120 | Q150 | Q180 | Q210 | Q240 | Q270 | Q300 | Q330 | Q355 | Q364 |
| -------- | ---- | ---- | ---- | ---- | ---- | ---- | ---- | ---- | ---- | ---- | ---- | ---- | ---- |
| Q [m³/s] | 1,93 | 1,30 | 0,98 | 0,78 | 0,64 | 0,53 | 0,44 | 0,36 | 0,30 | 0,23 | 0,17 | 0,11 | 0,07 |

N-leté průtoky v Radětíně:
| N-leté průtoky | Q1 | Q5 | Q10 | Q50 | Q100 |
| -------------- | -- | -- | --- | --- | ---- |
| Q [m³/s]       | 11 | 23 | 30  | 48  | 57   |

## Silniční mosty
Bělou na její cestě překlenuje celkem 10 silničních mostů. Zde je jejich seznam:
- 11255-3 – u obce Benátky – rok výstavby 1908
- 112-052 – v Rynárci – rok výstavby 1850
- 11241-1 – u rybníka Štemflík (u Pavlova) – rok výstavby 1924
- 1333-1 – v Pelhřimově (ulice Skrýšovská) – rok výstavby 1926
- místní komunikace – v ulici Křemešnická v Pelhřimově
- 34-032 – v Pelhřimově (ulice Průběžná) – rok výstavby 1983
- místní komunikace – Kamenný most (v Pelhřimově)
- místní komunikace – most Na Obci (v Pelhřimově)
- 19-063 – v Radětínském údolí – rok výstavby 2001
- 12925-1 – u Radětína – rok výstavby 1926.

## Seznam osad, obcí a měst, jimiž Bělá protéká
- Bělá
- Ostrovec
- Benátky
- Houserovka
- Rynárec
- Pelhřimov
- Radětín